# Theodor Kerckring

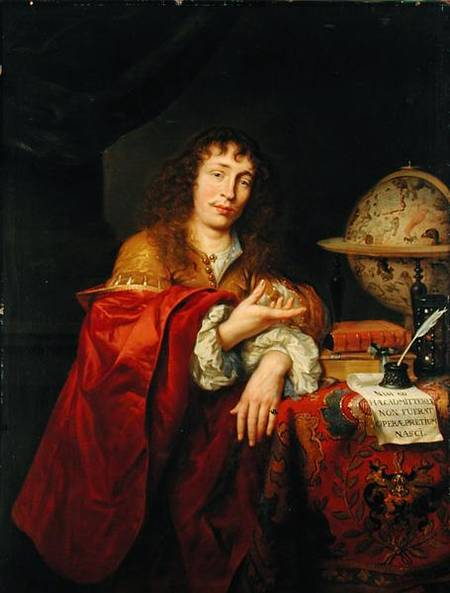
Theodor Kerckring von Jürgen Ovens (1660)

Theodor Kerckring, auch: Dirk, Dirck, Kerckeringh, Kerckerinck (getauft am 22. Juli 1638 in Amsterdam; † 2. November 1693 in Hamburg) war ein niederländischer Anatom und Alchemist.

## Leben
Kerckring war der Sohn des Amsterdamer Kaufmanns und Kapitäns der Niederländischen Ostindien-Kompanie (VOC) Dirck Kerckring (1605–1661) und seiner Frau Margaretha (1607–1670), geb. Bas, der Tochter des Amsterdamer Bürgermeisters Dirck Bas. Sein Vater stammte aus dem Lübecker Patriziergeschlecht Kerkring.
Theodor Kerckring wuchs in Amsterdam auf und war in der zweiten Hälfte der 1650er Jahre Schüler der Lateinschule des Franciscus van den Enden in Amsterdam, zur gleichen Zeit wie der spätere Philosoph Baruch Spinoza. 1659 immatrikulierte er sich an der Universität Leiden und studierte Medizin, vor allem bei Franciscus Sylvius, ohne dieses Studium mit einem akademischen Grad abzuschließen. Um 1660 wurde er von Jürgen Ovens porträtiert. 1667 besuchte ihn Cosimo III. de’ Medici, den seine wissenschaftlichen Erkenntnisse interessierten und der Kerckrings anatomische Studiensammlung sehen wollte. Kerckring benutzte für seine Studien ein Mikroskop, das Spinoza für ihn hergestellt hatte.
Kerckring heiratete 1671 Clara Maria, die Tochter seines Lehrers Franciscus van den Emden. Um sie heiraten zu können, konvertierte er zur römisch-katholischen Kirche.
Er praktizierte zunächst als Arzt in Amsterdam am Singel, beschäftigte sich mit der Untersuchung von Trinkwasser und arbeitete mit Frederik Ruysch zusammen. Ab 1675 unternahm er eine große Reise durch Europa, insbesondere Italien, und ließ sich 1678 wieder in Hamburg nieder. Im selben Jahr wurde er als Fellow in die Royal Society aufgenommen. Am Neuen Wandrahm 17 ließ er sich von dem holländischen Architekten Philipp Vingboons ein Stadtpalais mit einer eigenen Kapelle errichten, das zu den eindrucksvollsten barocken Häusern der Hansestadt zählte. Außerdem besaß er die Häuser Neuer Wandrahm 5 und vermutlich auch 6. Wie alle Häuser am Wandrahm wurden sie 1880 für die Speicherstadt abgebrochen. 1683 lud er seinen alten Bekannten Niels Stensen ein, bei ihm zu wohnen. Er verschaffte Stensen finanzielle Mittel für seine Tätigkeit in Norddeutschland, und Stensen half ihm, von Cosimo III. de’ Medici, der inzwischen Großherzog von Toskana geworden war, vor 1685 zu seinem Gesandten in Hamburg ernannt zu werden. Nach Stensens Tod 1686 ließ Kerckring dessen Leichnam auf Bitten des Großherzogs per Schiff nach Livorno überführen – angeblich in einer als Bücher deklarierten Kiste.
Nach Kerckrings Tod wurde sein Sohn sein Nachfolger als toskanischer Resident; seine anatomische Sammlung ging an den Arzt Anthon Verborcht (1658–1724), der 1693 von Utrecht nach Hamburg übersiedelte, und wurde 1724 von dessen Erben zum Verkauf angeboten.

## Werk und Nachwirkung

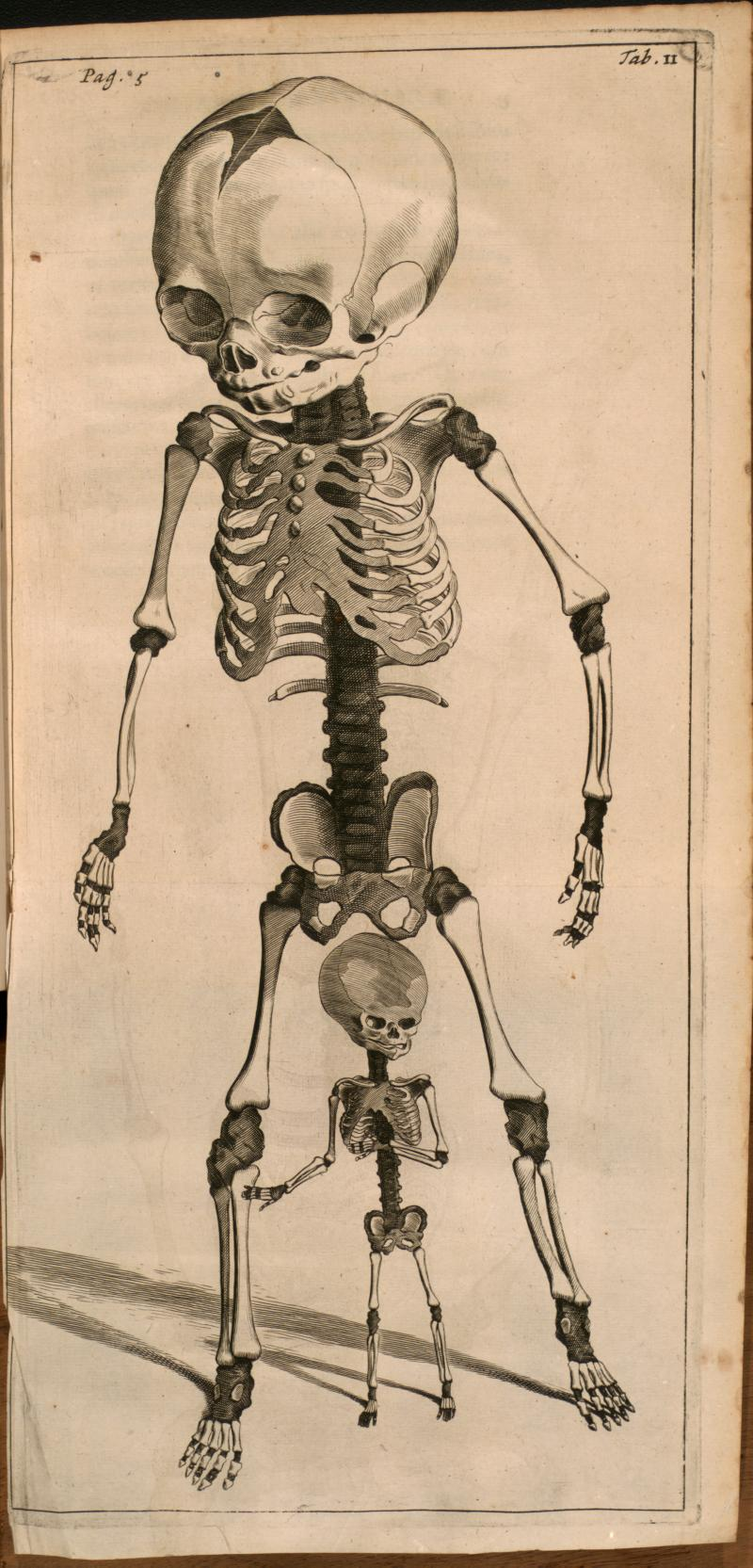
Foetales Skelett; Abbildung aus dem Spicilegium

Kerckrings Hauptwerk mit nachhaltiger Wirkung war das Spicilegium anatomicum, eine atlasartige Zusammenstellung unterschiedlichster klinischer Beobachtungen, medizinischer Merkwürdigkeiten und durch Autopsie gewonnener Einsichten. Dabei ist nicht immer klar, wieweit sie auf Kerckrings eigenen Beobachtungen beruhen oder ob er die Erkenntnisse anderer wiedergibt.
Er hat darin wichtige Beobachtungen zur Osteogenese des Fötus graphisch dargestellt sowie als Erster den Kerckringschen Knochenkern (engl.: Kerckrings ossicles) beschrieben, einen im 4.–5. Fetalmonat auftretenden Knochenkern im Hinterrand des Foramen magnum. Auch die Benennung der von ihm beschriebenen (bereits Gabriele Falloppio im 16. Jahrhundert bekannt gewesenen) Falten im Dünndarm als plicae Kerckringii oder valvulae Kerckringii (Kerckring-Falten) geht auf ihn zurück. An der Pfortader des Pferdes hat er als Erster die vasa vasorum, die kleinen Gefäße, die die Wand eines großen Gefäßes versorgen, entdeckt. Auf Kerckring geht auch die Bezeichnung Polydaktylie für Vielfingerigkeit zurück.
Außer seinen anatomischen Schriften hat Kerckring einen Commentarius in currum triumphalem antimonii Basilii Valentini veröffentlicht. Darin hat er die Gewinnung von Kaliumantimonyltartrat aus antimonsaurem Kali beschrieben, weshalb das als Brechmittel benutzte Präparat lange Zeit unter dem Namen materia perlata Kerckringii bekannt war.

## Schriften

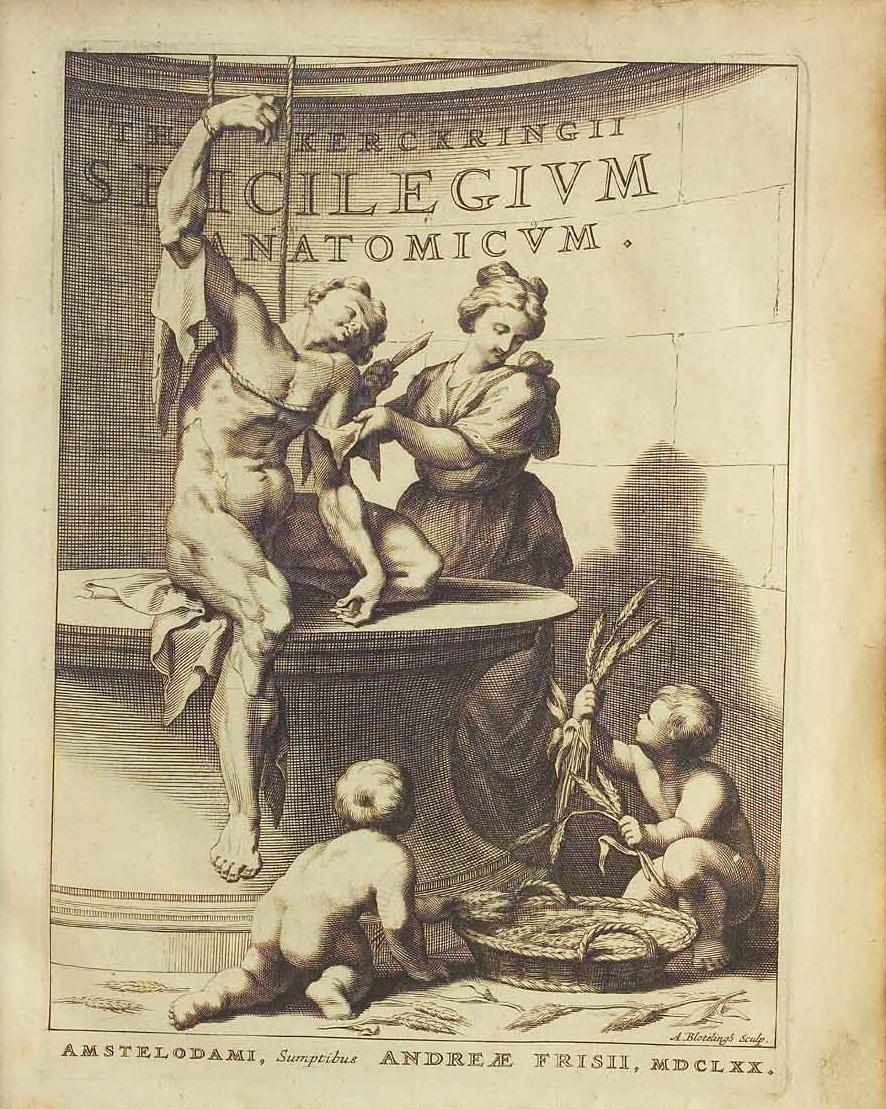
Titelblatt des Spicilegium

- Spicilegium Anatomicum, continens Observationum Anatomicarum rariorum centuriam unam: Nec Non Osteogeniam Foetuum, in qua Quid cuique oßicula singulis accedat mensibus, quidve decedat & in eo per varia immutetur tempora, accuratißimè oculis subjicitur. Frisius, Amsterdam 1670[13]
 Digitalisat des Exemplars der Herzog August Bibliothek
- Opera Omnia Anatomica. Continentia Spicilegium Anatomicum, Osteogeniam Foetuum Nec Non Anthropogeniæ Ichnographiam; Accuratissimis Figuris æri incisis illustrata. Haak, Leiden 1729.
 Digitalisat des Exemplars der Herzog August Bibliothek
- Commentarius in currum triumphalem Antimonii Basilii Valentini, a se latinitate donatum. Andreas Frisius, Amsterdam 1671.
 archive.org, Exemplar des Getty Center bei Internet Archive
 (englisch)  Basil Valentine his Triumphant chariot of antimony with annotations of Theodore Kirkringius, M.D. Printed for Dorman Newman, London 1678.
 archive.org, Exemplar des Getty Center bei Internet Archive
 (Deutsch) Anmerckungen über Basilii Valentini Triumph-Wagen des Antimonii nebst einem Vorbericht … Felßecker, Nürnberg 1724.